# Gaylussacia incana
Gaylussacia incana är en ljungväxtart som beskrevs av Adelbert von Chamisso och Schltdl. Gaylussacia incana ingår i släktet Gaylussacia och familjen ljungväxter. Inga underarter finns listade i Catalogue of Life.